# Sela pri Hinjah
Sela pri Hinjah este o localitate din comuna Žužemberk, Slovenia, cu o populație de 43 de locuitori.